# Wojciech Gutkowski
Wojciech Gutkowski (ur. 16 kwietnia 1775 w Znamieniu w powiecie garwolińskim, zm. 1 maja 1826 w Lublinie) – polski inżynier wojskowy, podpułkownik w Korpusie Inżynierów, pedagog wojskowy, pisarz, wolnomularz, ekonomista, autor powieści utopijnej oraz reprezentant polskiej myśli politycznej okresu oświecenia.

## Życiorys
Urodził się w Znamieniu, w roku 1775, jako syn Józefa i Konstancji z Górskich.

### Lata młodzieńcze
Ze względów materialnych bardzo wcześnie, bo już w wieku 14 lat (w 1789) rozpoczął służbę w wojsku, jako minier w szkole wojskowej. 1 maja 1794 otrzymał awans na konduktora inżynierii wojskowej z przydziałem do korpusu Zajączka. W tej formacji przeszedł kampanię powstańczą 1794, walcząc pod Gołkowem i pod Warszawą; w bitwie pod Pragą 4 listopada został kontuzjowany.

### Działalność naukowa i publiczna
Po ostatnim rozbiorze pozostał w Lublinie i oddał się studiom agronomicznym oraz poznaniu zagranicznego piśmiennictwa z dziedziny techniki, wynalazków i przemysłu. Lubelski okres jego życia łączył się zarówno z bardzo wysoką jego karierą w masonerii Królestwa Polskiego, jak i z działalnością na polu lokalnej organizacji naukowej. Już na przełomie lat 1811/1812 był członkiem loży warszawskiej Świątynia Izis, w 1816 należał do loży Świątynia Równości w Lublinie, a w 1818 w czasie wyboru "urzędników Kapituły Niższej" loży Prawdziwa Jedność na Dolinie Lublina został powołany na mistrza obrzędów. Dwa lata później w Świątyni Równości był kawalerem szkockim w piątym stopniu. Razem z innymi wybitnymi masonami lubelskimi rozwinął w 1816 energiczną akcję, której celem było stworzenie w Lublinie wojewódzkiego oddziału Królewskiego Towarzystwa Gospodarczo-Rolniczego w Warszawie. Zaprojektował statut tego Towarzystwa, a 2 lata później lubelskiego Towarzystwa Przyjaciół Nauk. W 1821 wystąpił z projektem reformy odczytów publicznych tego Towarzystwa w kierunku uprzystępniania problematyki naukowej publiczności (przez czytanie fragmentów prac, nie całości), celowej selekcji tematów i przeplatania posiedzeń programem literackim; projekt ten tylko częściowo został wprowadzony w życie.

### Służba wojskowa
12 stycznia 1807 wstąpił do armii polskiej w randze kapitana i po krótkiej służbie w 4 p. piechoty został przydzielony do Korpusu Inżynierów. Brał udział w wojnie z Prusakami, w bitwie pod Pruską Iławą, Bydgoszczą, Serockiem i Zatorami. W 1808 został wykładowcą w Szkole Zakładowej Artylerii i Inżynierów w Arsenale Warszawskim, a po przemianowaniu w 1810 tej szkoły na Szkołę Elementarną Artylerii i Inżynierów stanowisko komendanta, czyli drugiego dyrektora, wraz z awansem na podpułkownika. Dzięki sumiennej pracy i poparciu ks. Józefa Poniatowskiego został też poddyrektorem Korpusu Inżynierów (4 kwietnia 1809) i w tym charakterze uczestniczył w obronie Torunia przed Austriakami. W 1811 został mianowany członkiem przybranym Towarzystwa Przyjaciół Nauk jako "biegły w matematyce, pracach rolniczych i udoskonalaniu młodzieży w naukach wojennych". Na posiedzeniach tego Towarzystwa przedstawił najpierw niemiecką pracę Erckera o produkcji saletry, następnie własną o fortyfikacjach (drukowaną w IX tomie Roczników Towarzystwa Przyjaciół Nauk); jego wystąpienie omówiła ówczesna "Gazeta Warszawska" (1811 nr 36). W tym czasie zredagował "Przepisy i powinności kadetów Szkoły Elementarnej Artylerii i Inżynierii", a w 1812 wydał wyjątek z książki Carnota o obronie twierdz. Wojnę 1812 odbył nad Bugiem i w czasie odwrotu znalazł się w Niemczech, przebył oblężenie Wittenbergi i tu dostał się do niewoli austriackiej. W 1814 powrócił do kraju. W wojsku Królestwa Polskiego pełnił nadal służbę w Korpusie Inżynierów i został mianowany komendantem inżynierów w Lublinie.

## Twórczość
Przebywając w Zamościu jako profesor architektury w Liceum Zamojskim, wydał w 1803 najpierw pod wspólną redakcją z B. Kukolnikiem, a następnie wyłącznie swoją, 18 tomików "Dziennika Ekonomicznego Zamojskiego", zawierającego encyklopedyczne wiadomości z dziedziny agronomii, technologii, surowców ważnych dla rolnictwa i budownictwa wiejskiego. W 1806 ogłosił "Katechizm ekonomiczny dla włościan" (przewodnik praktyczny z dziedziny hodowli zwierzęcej, sadownictwa, ogrodnictwa, uprawy roli itd.) oraz przetłumaczył na język polski i wydał pracę A.H. Meltzera "Opisanie i wyobrażenia nowej machiny do siania zboża wynalezionej". W tym okresie propagował postęp techniczny rolnictwa w duchu fizjokratycznym. W 1805 ukazał się jego przekład podręcznika Bossiego "Fundamenta początkowe reguł rysunkowych". Dzięki ruchliwości naukowej został w młodym wieku powołany na członka korespondenta Cesarskiego Towarzystwa Ekonomicznego w Petersburgu (prawdopodobnie już w 1803), a w 1810 na członka Królewskiego Towarzystwa Gospodarczo-Rolniczego w Warszawie.
W 1817 napisał utopijną powieść Podróż do Kalopei ("kalop" – odwrócony wyraz "Polak"). W Kalopei językiem urzędowym był język polski, ponadto panowała społeczna hierarchia – 11 szczebli awansu. Na czele społecznej drabiny stał cesarz, dalej król (zastępca cesarza). Gmina w Kalopei zamieszkiwana była dokładnie przez 50 małżeństw. Kolejne cechy utopijnego państwa to obowiązek wyznawania wiary (ale i wolność religijna), prawa kardynalne nowelizowane co 25 lat, a także odrzucenie własności prywatnej. Poglądy Gutkowskiego zamieszczone w dziele Podróż do Kalopei były zbliżone do postulowanych przez pierwszych teoretyków socjalizmu, gdyż zdążały do zmniejszania nierówności społecznych oraz budowy utopijnego, nierzeczywistego państwa.

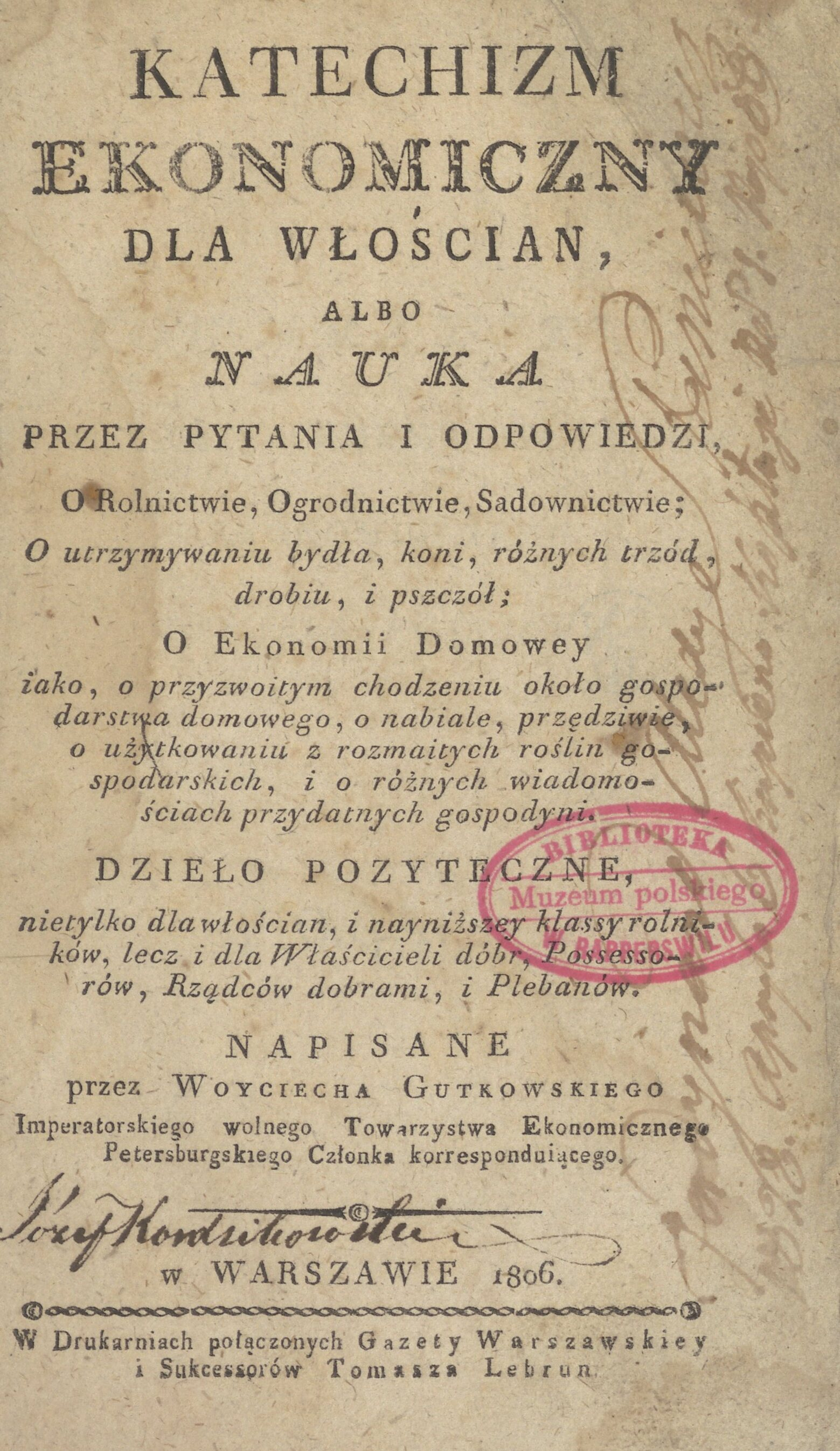
Katechizm ekonomiczny dla włościan (1806)
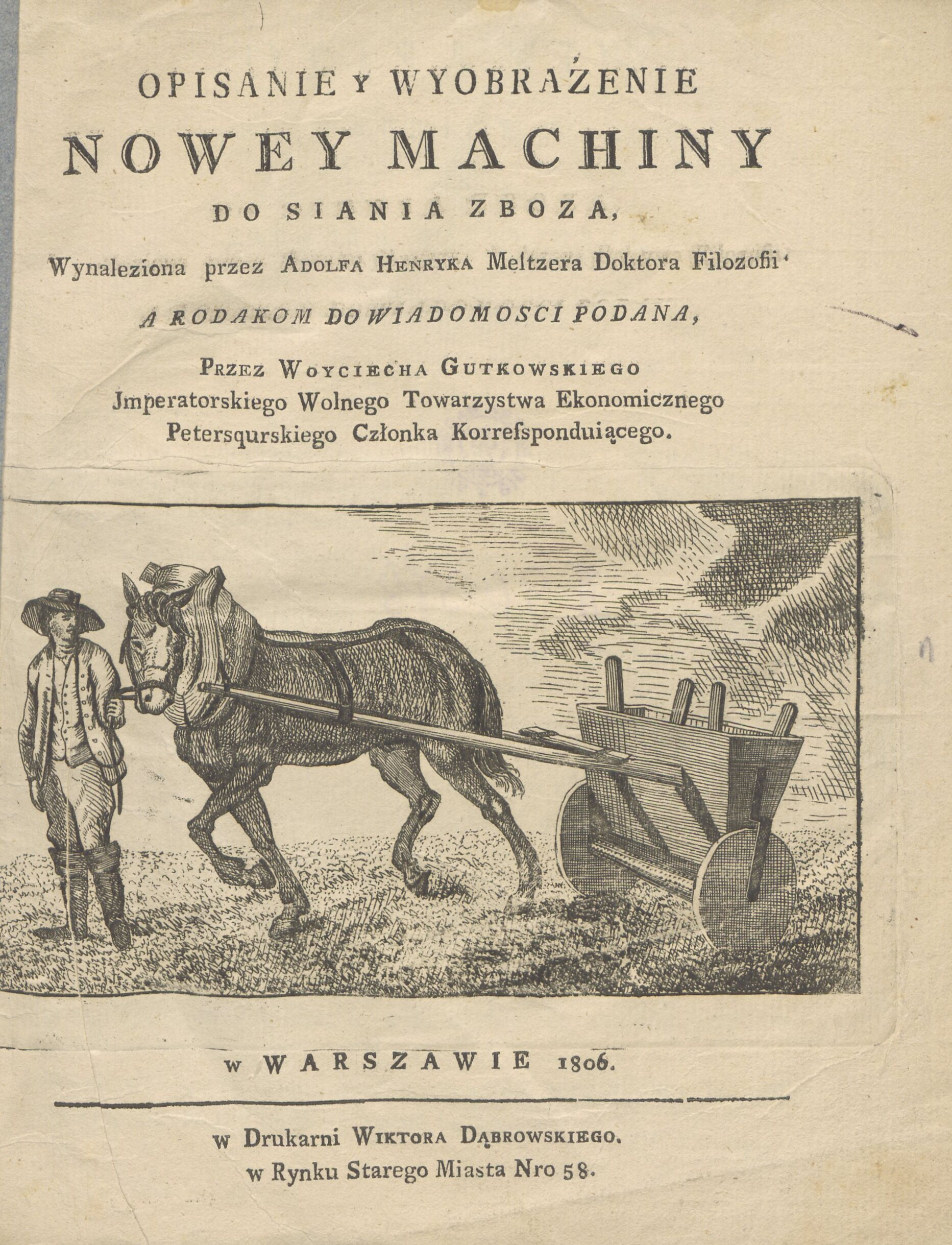
Opisanie i wyobrażenie nowey machiny do siania zboża (1806)
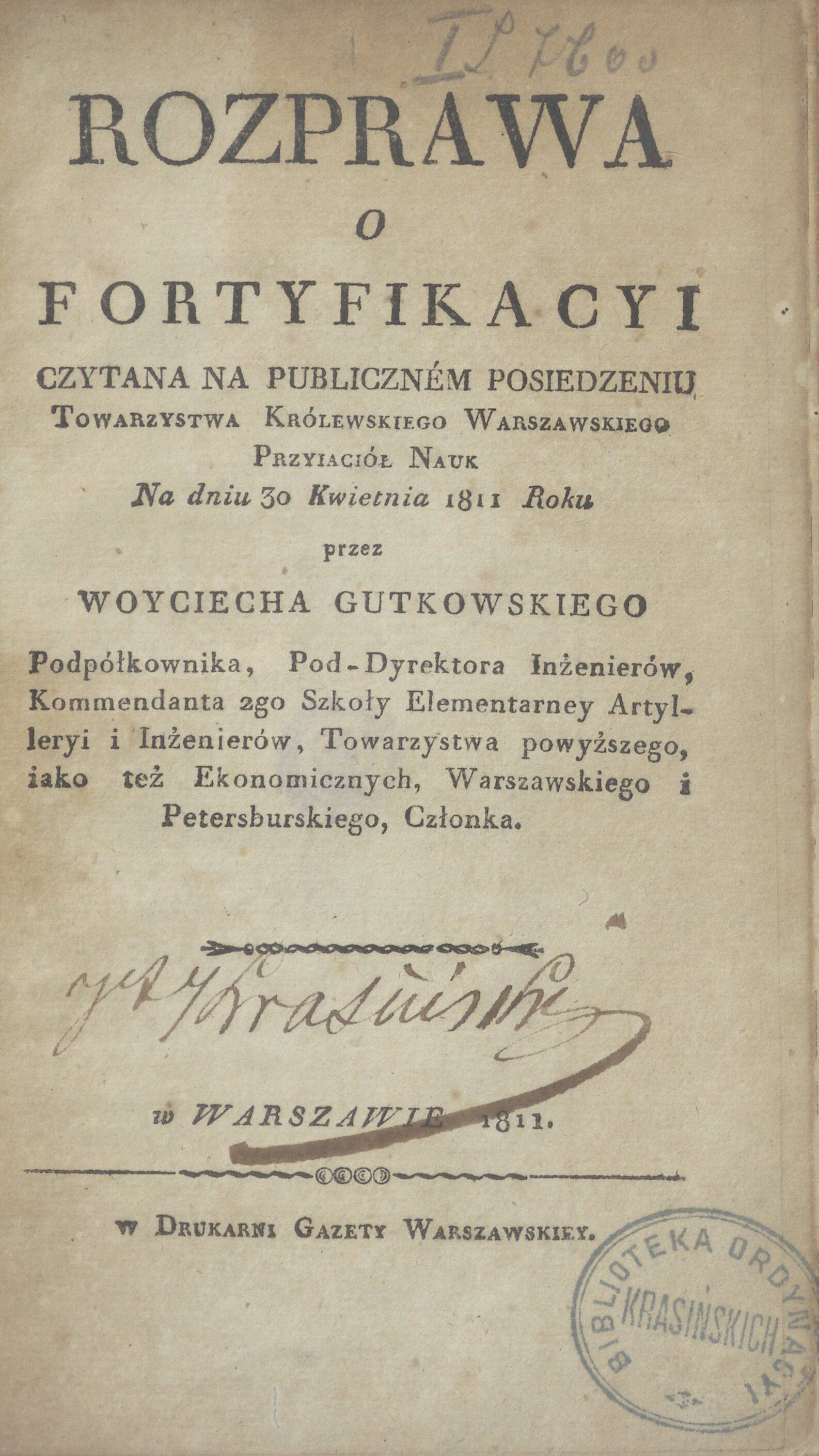
Rozprawa o fortyfikacji (1811)

### Dzieła
- Katechizm ekonomiczny dla włościan albo nauka przez pytania i odpowiedzi o rolnictwie, ogrodnictwie, sadownictwie, o utrzymaniu bydła, koni, różnych trzód, drobiu i pszczół, o ekonomii domowej, jako o przyzwoitym chodzeniu około gospodarstwa domowego, nabiale, przędziwie, o użytkowaniu z rozmaitych roślin gospodarskich i o różnych wiadomościach przydatnych gospodyni. Dzieło pożyteczne nie tylko dla włościan i najniższej klasy rolników, lecz i dla właścicieli dóbr, posesorów, rządców dobrami i plebanów, Warszawa 1806
- Rozprawa o fortyfikacji czytana na publicznym posiedzeniu Towarzystwa Królewskiego Warszawskiego Przyjaciół Nauk na dniu 30 kwietnia 1811, Warszawa 1811
- Podróż do Kalopei, do kraju najszczęśliwszego na świecie, gdzie bez pieniędzy i bez własności bogactwa, przemysł, światło i dobre wszystkie mienie jak najwięcej wygórowało i gdzie tom drugi historii życia Bolesława II, króla polskiego, znajduje się, powst. 1814, przedstawione Towarzystwu Przyjaciół Nauk 24 listopada 1817, wyd. Z. Gross, Warszawa 1956
- Projekt do ustaw Towarzystwa Rolniczego woj. lubelskiego przedstawiony na dniu 20 czerwca 1817 r. na posiedzeniu tegoż Towarzystwa, Lublin 1817
- Obrachowanie korzyści wynikających z zaprowadzenia rolnictwa przemiennego, Warszawa 1825
- Myśli o rządzie polskim, rękopis zaginiony, (informuje Polski Słownik Biograficzny).

Drobniejsze swe rozprawki umieszczał w: Dzienniku Ekonomicznym Zamojskim (red. 1803-1804) i Roczniku Warszawskiego Towarzystwa Przyjaciół Nauk.

### Przekłady
- F. J. Bosio: Fundamenta początkowe reguł rysunkowych napisane po francusku przez obywatela Bosio, ucznia Dawida, malarza historii i profesora rysunków w szkole politechnicznej paryskiej, dla pożytku młodzieży na język polski przełożone, Zamość 1805
- A.H. Meltzer: Opisanie i wyobrażenie nowej machiny do siania zboża wynalezionej..., Warszawa 1806; wyd. następne: Warszawa 1826
- L. N. Carnot: Wyjątek z dzieła... O obronie twierdz, Warszawa 1812; autorstwo przekładu przypisał mu M. Tyrowicz; według Estreichera II (1874) 355: tłumaczem był S. Fiszer.

### Prace edytorskie
- Przepisy i powinności kadetów Szkoły Elementarnej Artylerii i Inżynierów, Warszawa 1811.